# Opcje
Opcje – wydawany w Katowicach ogólnopolski kwartalnik o szerokiej formule – pismo zainteresowane literaturą, filmem, teatrem, muzyką poważną i rozrywkową, współczesną sztuką, ale także filozofią i socjologią.
Kwartalnik Opcje funkcjonował od 1993 roku do lat 2010. Został utworzony przez Konrada Cezarego Kędera (pierwszego redaktora naczelnego czasopisma) i Marka Łabno (ówczesnego dyrektora Górnośląskiego Centrum Kultury).
Od 2001 redaktorem naczelnym czasopisma jest Alina Świeściak, a Opcje przyjęły formę numerów tematycznych (np. pornografia (4–5/2002), feminizm (3/2003), alkohol (4/2004), uwodzenie (2/2006), życie pozagrobowe i etniczność (3/2007), odmienność (4/2008), psychoanaliza (4/2009), sieć (1/2010), świętość (4/2012)). Temat każdego numeru staje się pryzmatem analizy kultury współczesnej dla poszczególnych działów: poezja, proza, literatura, film, teatr, sztuka, muzyka poważna, jazz/rock/techno, socjologia/filozofia.
Ponadto w Opcjach ukazują się recenzje (filmów, książek, płyt, festiwali, przedstawień teatralnych i wystaw), felietony, prace artystów grafików, debiuty poetyckie i gratka kulturalna.
W trakcie działalności pisma towarzyszyło mu kilka dodatków literackich: najpierw Na dziko (1995–1997), potem arkusz poetycki (1997–2000), a następnie Kursywa (2000–2002). Od 2003 czytelnicy otrzymują wraz z czasopismem książki poetyckie bądź prozatorskie.
Od 2000 roku wydawanie czasopisma wspomaga Stowarzyszenie Inicjatyw Wydawniczych.